# Христо Поппантелеев
Христо Поппантелеев Арнаудов е български духовник и революционер, деец на Вътрешната македоно-одринска революционна организация.

## Биография
Роден е в пашмаклийското село Райково, тогава в Османската империя, днес квартал на Смолян в семейството на свещеника и революционер Пантелей Арнаудов и Рада Казалийска. Завършва Цариградската българска духовна семинария и Висшето педагогическо училище в Белград. След завършването си, в 1894 година отказва предложение за учителски пост в София и се връща в Родопите. В 1898-1901 година преподава в Левочево. Там заедно със свещеник Андрей Макрелов основават местен комитет на ВМОРО, към който привличат Тодор Хвойнев и други левочевци. През юни 1901 година властите правя обиск в къщата му и откриват 18 пушки и голяма документация на революционната организация. Арестувани са баща му поп Пантелей и майка му Рада, които са затворени в Одрин. Жената на Христо Поппантелеев и трите му деца са откарани до Рожен и изгонени в България, но въпреки блокадата Христо успява да избегне ареста и бяга в Станимака при семейството си.